# Pararistolochia biakensis
Pararistolochia biakensis är en piprankeväxtart som beskrevs av Michael J. Parsons. Pararistolochia biakensis ingår i släktet Pararistolochia och familjen piprankeväxter. Inga underarter finns listade i Catalogue of Life.